# Rubus hawaiensis
Rubus hawaiensis, llamada ʻākala en el idioma hawaiano y comúnmente conocida como frambuesa hawaiana (junto a R. macraei), es una planta endémica de Hawái.

## Descripción
Rubus hawaiensis es un arbusto caducifolio, que crece típicamente como un grupo de cañas rectas, dobladas en el caso de los especímenes más grandes; las dimensiones usuales de esta planta son entre 1.5 y 3 m. Las hojas son compuestas, formadas por tres hojuelas más pequeñas. El fruto es de color rojo, grande (hasta 4 cm de largo y 2.5 cm de ancho) y también comestible, de sabor ligeramente amargo. En vez de espinas, esta planta presenta una serie de pequeños filamentos suaves al tacto en su corteza. Dicha corteza se muda a medida que la planta crece. Los frutos son una fuente de alimento para ciertas aves del archipiélago hawaiano.

## Distribución y hábitat
Rubus hawaiensis es una planta endémica de Hawái, cuyo hábitat natural está entre los 600 y los 3070 metros sobre el nivel del mar, en los biomas de selva tropical, bosque mésico y bosque subalpino, al nivel del sotobosque. Concretamente, su presencia en el archipiélago hawaiano se limita a las islas de Molokai, Kauai, Maui y Hawái‘i.

## Usos
Los frutos se emplean como alimento y como tinte de color rosa para la elaboración de tela kapa, mientras que la planta en sí tenía un sentido religioso en los rituales de la religión tradicional politeísta hawaiana; era invocada por los kāhuna (sacerdotes) para representar la liberación mística. También sirve para crear setos, como decoración y como fuente de fibra de líber para fabricar la tela kapa antes mencionada (el tallo, en este último caso).

### Propiedades medicinales
Los nativos hawaianos utilizaban las cenizas del tallo de esta planta, mezcladas con las de naupaka (género Scaevola), para eliminar la caspa del cabello. Asimismo, existía un tratamiento para los ardores en el pecho y los vómitos acompañados de dolor de estómago, basado también en las cenizas del tallo de la planta, pero mezcladas con las del fruto maduro del he‘i (papaya, Carica papaya).

## Taxonomía
Rubus hawaiensis fue descrita por Asa Gray y publicada en United States Exploring Expedition 1: 504, t. 56. 1858.
Sinonimia
- Rubus hawaiiensis A. Gray